# Pinnacle Systems
A Pinnacle System é uma empresa norte-americana especializada em soluções para edição de vídeo. No Brasil existem 4 centros de treinamento autorizados, localizados em São Paulo, Rio de Janeiro e Goiás.
A empresa desenvolve produtos e soluções para o mercado de consumo nas áreas de edição de vídeo, sintonizadores de TV e adaptadores de mídia digital, tanto para plataformas Windows e Macintosh.
Entre seus produtos mais conhecidos, destaca-se o programa de edição Pinnacle Studio, a linha de sintonizadores de TV analógica e digital PCTV e o software gratuito para edição, VideoSpin.